# Cêntimo

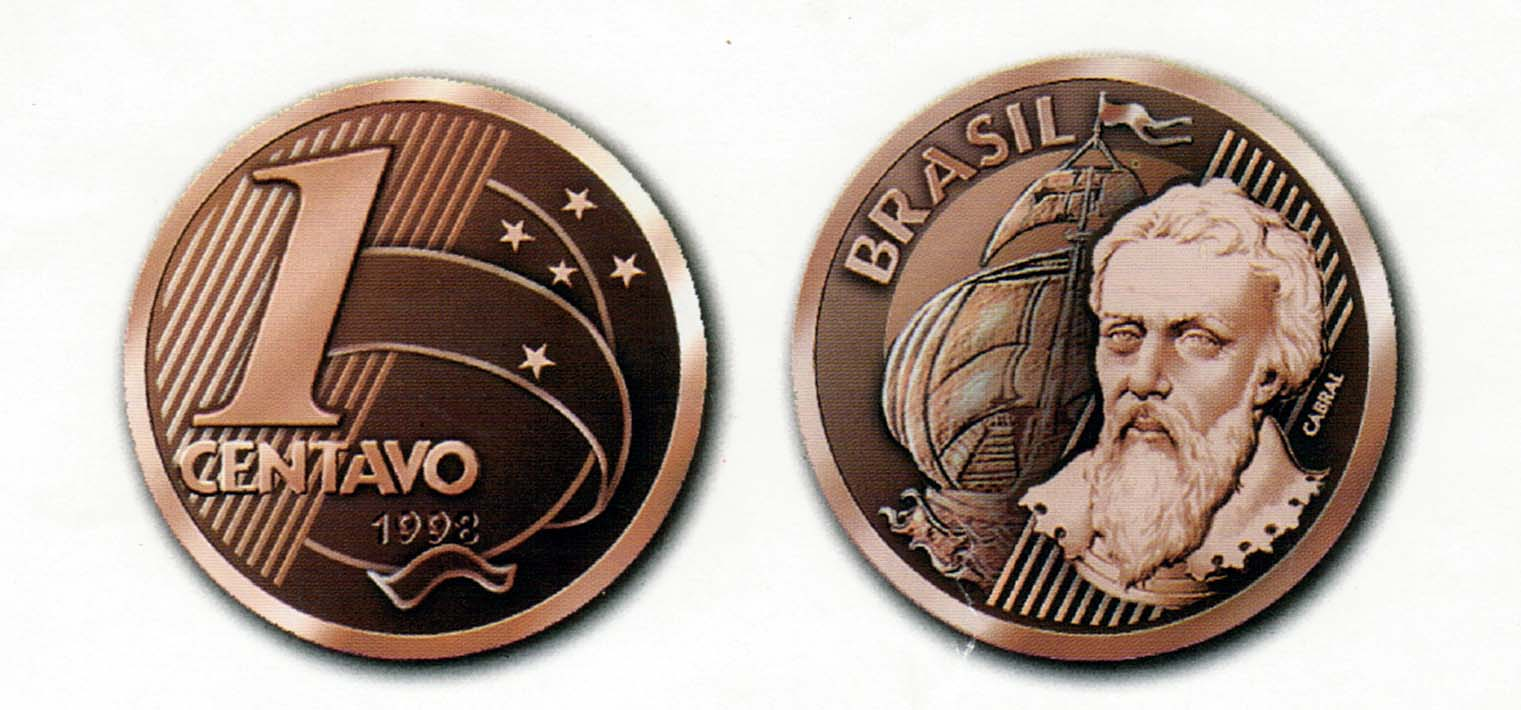
Moeda de 1 centavo brasileira.

Um cêntimo, centavo ou centésimo (dependendo da moeda), é uma fracção monetária usada por algumas moedas nacionais, e seu valor é um centésimo do valor da moeda correspondente. Em alguns casos, o símbolo ¢ às vezes é usado para se referir à moeda de um centavo, embora não seja um símbolo oficial internacionalmente reconhecido.
O uso de cada um dos termos não depende do país ou continente em que estamos, mas depende da moeda a que nos referimos. Assim, o dólar americano é dividido em cents, o peso mexicano em centavos, o bolívar venezuelano em cêntimos e o balboa panamenho em centésimos.
No caso do euro, a divisão da moeda é "cent" (plural "cents"), embora seja tradicionalmente traduzida para o português como cêntimos.

## Moedas com divisões que não são chamadas "centavos", "cents" ou "cêntimos"
A libra esterlina (Reino Unido) começou a ser dividida em 100 "pence" a partir de 1971.
O rublo russo, o rublo bielorrusso e o grívnia (Ucrânia) são divididos em 100 "copeques".
A kuna croata é dividida em 100 "lipa".

## Símbolo
Em alguns países onde a moeda de um centavo é usada, o símbolo ¢ é usado para a moeda de um centavo, então 50 ¢ significa "50 centavos", no entanto, não é um símbolo oficial internacionalmente reconhecido. Este símbolo é usado somente para números menores que 100. No Reino Unido, ele usa a letra "p" (representando a palavra pence, plural centavo "penny") à direita do número, então 50p significa "50 pence".